# Копісто Вацлав

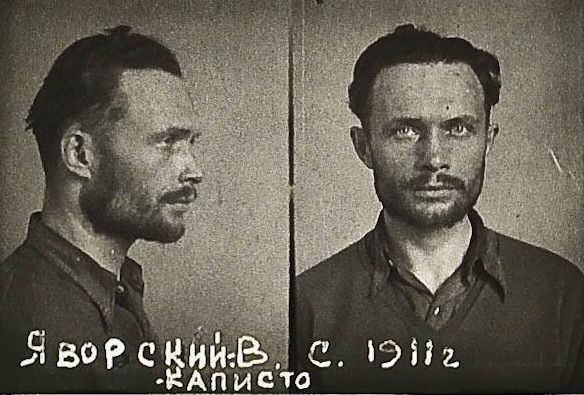
1944

Копісто Вацлав (пол. Wacław Kopisto; 8 лютого 1911, с. Гриценки Волинської губ. — 23 лютого 1993, м. Ряшів) — капітан Війська Польського.

## Життєпис
Під час Польсько-більшовицької війни родина Копісто виїхала з України та оселилась у Ланцуті. У 1936 р. закінчив Школу міжнародної торгівлі. У 1935 р. вступив до Школи підстаршин резерву піхоти. У вересні 1939 р. кілька днів в лавах 154-го піхотного полку 45-ї піхотної дивізії Війська польського брав участь в оборонних боях проти німецьких військ. 19 вересня того ж року перейшов польсько-угорський кордон та був інтернований в Угорщині. У березні 1940 р. емігрував до Франції, а в червні — до Великої Британії. В ніч з 1 на 2 вересня 1942 року, в рамках спецоперації «Smallpox», був десантований на території Західної України. 1 січня 1943 р. брав участь в у визволенні польських підпільників з в'язниці у Пінську, за що був нагороджений Хрестом Хоробрих.
З квітня 1943 р. воював на Волині в складі диверсійної групи (так званого Kedyw — Kierownictwo Dywersji Komendy Głównej Armii Krajowej) Інспекторату «Луцьк» округу «Волинь» Армії Крайової. Брав активну участь у бойових діях проти УПА. Зокрема бився з українськими повстанцями в околицях волинських сіл Антонівці та Гайове. Став одним з творців польських партизанських підрозділів «Piotrusia Małego» i «Olgierda», які вели активні бойові дії проти українських повстанців та брали участь у каральних акціях проти українського цивільного населення. У квітні 1944 р. був схоплений НКВД та перевезений до Києва. Засуджений до смертної кари, утримувався у Лук'янівській в'язниці. Згодом вирок було замінено на 10 ВТТ. З України був вивезений до Республіки Комі та Якутії. У 1953 р. мешкав на спецпоселенні у Магадані, без права повернутися до дому. Однак у грудні 1955 р., з дозволу Польської Народної Республіки, повернувся до Ряшева.
Помер у 1993 р., похований у Ряшеві.